# Quốc hội Đan Mạch
Quốc hội Đan Mạch (tiếng Đan Mạch: Folketinget [ˈfʌlkəˌtsʰe̝ŋˀð̩], n.đ. 'Hội đồng nhân dân') là cơ quan lập pháp đơn viện của Vương quốc Đan Mạch. Được thành lập vào năm 1849, Quốc hội từng là lưỡng viện cho đến khi thượng viện bị bãi bỏ vào năm 1953.
Quốc hội có quyền làm luật, quyết định dự toán ngân sách nhà nước, phê chuẩn quyết toán ngân sách nhà nước, phê chuẩn nội các và giám sát hoạt động của chính phủ. Trụ sở Quốc hội là Cung điện Christiansborg trên đảo Slotsholmen ở Copenhagen. Hiến pháp Đan Mạch quy định Quốc hội chia sẻ quyền lực với quân chủ, nhưng trên thực tế quân chủ chỉ có nhiệm vụ công bố luật của Quốc hội chậm nhất là 30 ngày kể từ ngày thông qua.
Quốc hội gồm 179 nghị sĩ, trong đó có hai nghị sĩ từ Greenland và hai nghị sĩ từ Quần đảo Faroe. Nhiệm kỳ của mỗi khóa Quốc hội là bốn năm, nhưng thủ tướng có quyền yêu cầu quân chủ giải tán Quốc hội sớm. Quốc hội có quyền bỏ phiếu bất tín nhiệm đối với một bộ trưởng hoặc toàn bộ chính phủ.
Các nghị sĩ được bầu theo hệ thống đại diện tỷ lệ: 135 nghị sĩ được bầu trực tiếp tại các khu vực bầu cử sử dụng phương pháp d'Hondt, 40 ghế được phân bổ cho các đảng nhằm đảm bảo tỷ lệ đại diện trong Quốc hội. Chính phủ của Đan Mạch thường là chính phủ liên hiệp. Sau Chiến tranh thế giới thứ hai, hầu hết các chính phủ đều là chính phủ thiểu số cầm quyền với sự ủng hộ của các đảng ngoài chính phủ. Quân chủ thường tham dự phiên họp đầu tiên của Quốc hội khóa mới.

## Lịch sử
Từ năm 1849 đến năm 1953, Quốc hội là cơ quan lập pháp lưỡng viện, gồm hạ viện được gọi là Folketinget và thượng viện được gọi là Landstinget.

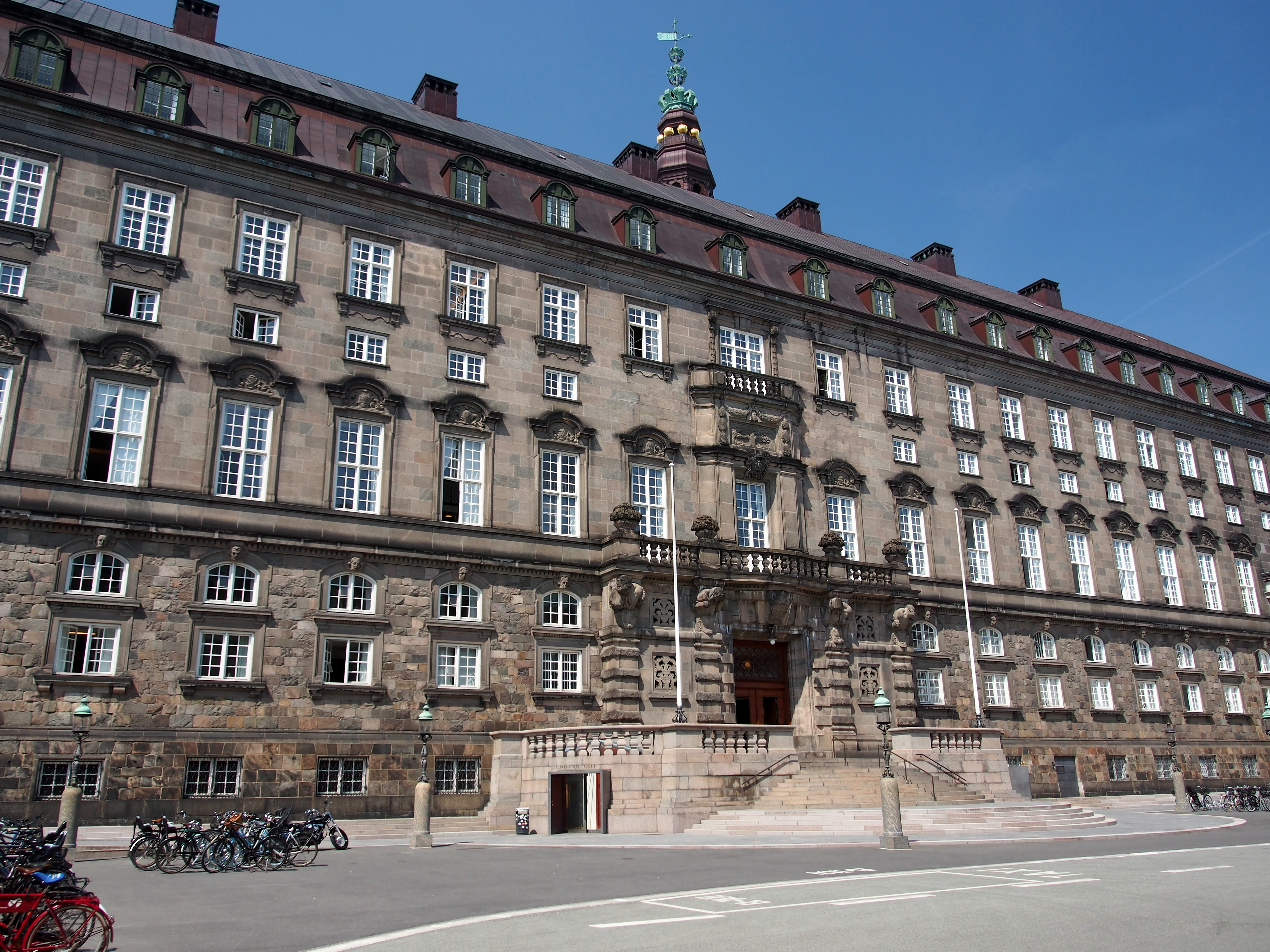
Cung điện Christiansborg là trụ sở Quốc hội từ năm 1849

Sau cuộc trưng cầu ý dân về hiến pháp năm 1953, Landsting bị bãi bỏ và Quốc hội được cải tổ thành đơn viện. Cung điện Christiansborg là trụ sở của Quốc hội kể từ năm 1849, nằm ở trung tâm thành phố Copenhagen.

## Tổng quan

### Nghị sĩ
Quốc hội gồm 179 nghị sĩ, trong đó Đan Mạch bầu ra 175 nghị sĩ, Greenland và Quần đảo Faroe mỗi nơi bầu ra hai nghị sĩ. Nhiệm kỳ của mỗi khóa Quốc hội là bốn năm, trừ phi thủ tướng yêu cầu quân chủ giải tán Quốc hội sớm.

### Hệ thống đầu phiếu
Luật bầu cử quy định Quốc hội được bầu theo hệ thống đại diện tỷ lệ: 135 nghị sĩ được bầu tại 10 đơn vị bầu cử từ các liên danh đảng theo phương pháp d'Hondt, 40 ghế cân bằng được phân bổ cho mỗi đảng để bù vào sự khác biệt giữa số phiếu bầu tại các đơn vị bầu cử và số phiếu bầu toàn quốc của mỗi đảng bằng phương pháp số dư lớn nhất. Hầu hết các đảng sử dụng liên danh mở để lựa chọn các ứng cử viên vào số ghế mà đảng đó giành được.
Một đảng phải giành được ít nhất 2% số phiếu bầu toàn quốc hoặc trúng cử ít nhất một ghế tại một đơn vị bầu cử để được phân bổ ghế cân bằng.
Một đảng không tham gia Quốc hội phải có chữ ký ủng hộ của số lượng cử tri được một nghị sĩ đại diện (số phiếu bầu hợp lệ trong cuộc tổng tuyển cử gần đây nhất chia cho 175) để tham gia bầu cử Quốc hội. Từ năm 2016, một đảng có thể thu thập chữ ký dưới dạng kỹ thuật số.

### Quyền bầu cử và ứng cử
Công dân Đan Mạch đủ 18 tuổi trở lên, đang thường trú tại Đan Mạch và không bị tuyên bố mất năng lực hành vi có quyền bầu cử Quốc hội. Hiến pháp cho phép hạn chế quyền bầu cử của tội phạm và người nhận trợ cấp xã hội, nhưng chính phủ chưa thực hiện quyền hạn này trong nhiều thập kỷ.

Công dân có quyền bầu cử có quyền ứng cử nghị sĩ Quốc hội. Quốc hội xác nhận tư cách nghị sĩ Quốc hội sau cuộc tổng tuyển cử và có quyền bác tư cách của một nghị sĩ Quốc hội đương nhiệm nếu nghị sĩ đó bị kết án trong thời gian giữ chức vụ, ví dụ như trường hợp của Inger Støjberg vào năm 2021.

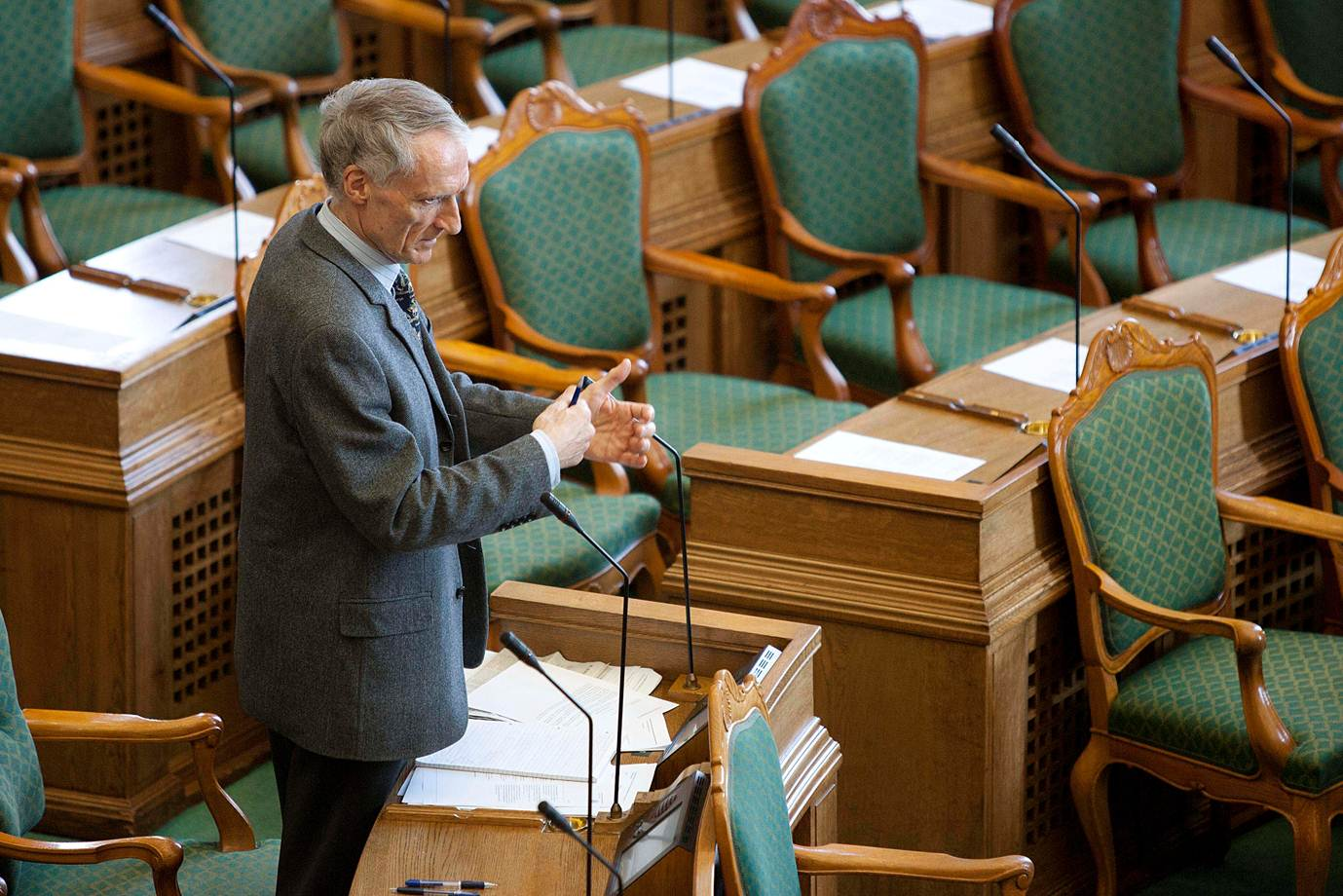
Bertel Haarder (V) phát biểu tại Quốc hội

### Đặc quyền
Nghị sĩ Quốc hội được hưởng quyền miễn trừ và không chịu trách nhiệm hình sự, trừ phi bị bắt quả tang. Quốc hội có quyền tước quyền miễn trừ của một nghị sĩ Quốc hội. Trên thực tế, Quốc hội hầu như luôn tước quyền miễn trừ khi một nghị sĩ Quốc hội bị cáo buộc phạm tội, thường là với sự đồng ý của chính nghị sĩ đó.

### Kiêm nhiệm
Nghị sĩ Quốc hội có quyền kiêm nhiệm bộ trưởng. Theo thông lệ, thẩm phán Tòa án Tối cao không được kiêm nhiệm nghị sĩ Quốc hội. Bộ trưởng có quyền tham dự phiên họp Quốc hội và phát biểu tại Quốc hội, dù cho không phải là nghị sĩ Quốc hội.

## Tổ chức

### Chủ tịch
Chủ tịch Quốc hội là người chủ trì phiên họp của Quốc hội, có nhiệm vụ quyết định thứ tự phát biểu của nghị sĩ và duy trì trật tự tại các phiên thảo luận, tranh luận. Chức vụ chủ tịch Quốc hội được thành lập vào năm 1850. Carl Christoffer Georg Andræ là chủ tịch Quốc hội đầu tiên. Chủ tịch Quốc hội đương nhiệm là Søren Gade của đảng Venstre. Chủ tịch và bốn phó chủ tịch được Quốc hội bầu ra tại phiên khai mạc kỳ họp Quốc hội đầu tiên sau cuộc tổng tuyển cử, cấu thành lập đoàn chủ tịch Quốc hội.

### Ủy ban
Quốc hội gồm có 30 ủy ban. Ủy ban của Quốc hội phụ trách lĩnh vực của ít nhất một bộ trưởng.

## Thành phần
| Bầu cử | Số lượng nữ nghị sĩ | Thay đổi | Tỷ lệ nghị sĩ |
| ------ | ------------------- | -------- | ------------- |
| 1957   | 15                  | -        | 8,4%          |
| 1960   | 17                  | +13.3%   | 9,5%          |
| 1964   | 17                  | +0.0%    | 9,5%          |
| 1966   | 19                  | +11.8%   | 10,6%         |
| 1968   | 19                  | +0.0%    | 10,6%         |
| 1971   | 30                  | +57.9%   | 16,8%         |
| 1973   | 27                  | −10.0%   | 15,1%         |
| 1975   | 28                  | +3.7%    | 15,6%         |
| 1977   | 30                  | +7.1%    | 16,8%         |
| 1979   | 42                  | +40.0%   | 23,5%         |
| 1981   | 42                  | +0.0%    | 23,5%         |
| 1984   | 47                  | +11.9%   | 26,3%         |
| 1987   | 52                  | +10.6%   | 29,1%         |
| 1988   | 52                  | 0.0%     | 29,1%         |
| 1990   | 59                  | +13.5%   | 33,0%         |
| 1994   | 59                  | +0.0%    | 33,0%         |
| 1998   | 67                  | +13.6%   | 37,4%         |
| 2001   | 68                  | +1.5%    | 38,0%         |
| 2005   | 66                  | −2.9%    | 36,9%         |
| 2007   | 67                  | +1.5%    | 37,4%         |
| 2011   | 70                  | +4.5%    | 39,1%         |
| 2015   | 67                  | −4.3%    | 37,4%         |
| 2019   | 70                  | +4.5%    | 39,1%         |
| 2022   | 78                  | +11.4%   | 43,6%         |

### Thành phần các khóa Quốc hội (1918-2022)
Từ năm 1918 đến năm 1920, Quốc hội gồm 140 nghị sĩ, sau đó tăng lên 149 nghị sĩ. Từ năm 1953, Quốc hội gồm 179 nghị sĩ.